# Quebonafide
Quebonafide, pseudonimo di Jakub Grabowski, detto Kuba (Ciechanów, 7 luglio 1991), è un rapper polacco.

## Biografia
Originario di Ciechanów, ha frequentato l'Università di Varsavia. È salito al grande pubblico grazie al secondo album in studio Ezoteryka, che ha esordito direttamente in vetta alla OLiS e ha ottenuto la certificazione di platino dalla ZPAV con oltre 30 000 unità vendute in suolo polacco.
Sono seguiti i dischi Egzotyka e Romantic Psycho, entrambi certificati diamante e numero uno nella OLiS. Quest'ultimo ha fruttato al rapper la sua prima candidatura come artista solista al Fryderyk, il principale riconoscimento musicale nazionale, e ha prodotto la hit Bubbletea, una collaborazione con Daria Zawiałow, che ha raggiunto la top ten della classifica radiofonica nazionale. Grazie al successo conquistato nel 2020 ha ottenuto una nomination come miglior artista polacco agli MTV Europe Music Awards.
Nel luglio 2025 è ritornato sulle scene musicali col settimo LP Północ/Południe, costituito da ventidue tracce; esso è entrato al vertice della OLiS, mentre venti composizioni sono comparse nella Single w streamie.

## Discografia

### Da solista

#### Album in studio
- 2013 – Eklektyka
- 2015 – Ezoteryka
- 2017 – Egzotyka
- 2017 – Dla fanów eklektyki
- 2017 – Dla fanek euforii
- 2020 – Romantic Psycho
- 2025 – Północ/Południe

#### EP
- 2015 – Demówka EP (con Białas)

#### Raccolte
- 2016 – Hip-hop 2.0 (con QueQuality)

#### Singoli
- 2015 – Oh My Buddha
- 2016 – Quebahombre
- 2016 – Szejk
- 2016 – Bollywood (feat. Czesław Mozil)
- 2016 – Asceta (feat. Wac Toj)
- 2016 – Luís Nazário de Lima
- 2016 – Madagaskar
- 2017 – Znaki zapytania (con i Returners feat. Eripe)
- 2017 – Changa (feat. iFani)
- 2017 – C'est la vie
- 2017 – Zorza
- 2017 – Między słowami (feat. Young Lungs)
- 2017 – Arabska noc (feat. Solar & Wac Toja)
- 2017 – To nie jest hip-hop (con i Returners feat. Eripe)
- 2017 – Bumerang
- 2017 – Kawa i Xanax (feat. PlanBe)
- 2017 – Odyseusz
- 2017 – Bogini
- 2017 – Half Dead (feat. ReTo)
- 2017 – Hypebae (con Sfera Ebbasta)
- 2017 – Candy (feat. Klaudia Szafrańska)
- 2018 – Efekt dopplera (con Gedz)
- 2020 – Romanticpsycho
- 2018 – Jesień (feat. Natalia Szroeder)
- 2020 – Przytobie
- 2020 – Szubienicapestycydybroń
- 2020 – Złotegloby (feat. Kukon)
- 2020 – Człowiekzksiężyca
- 2020 – Bubbletea (feat. Daria Zawiałow)
- 2020 – Teen Kasia (con Forxst)
- 2020 – Piję wódę i słucham Ich Troje (con Kukon)
- 2020 – Matcha latte (feat. Mick Jenkins)
- 2021 – Benz-Dealer (con Tommy Cash)
- 2022 – Benz-Dealer (con Kinny Zimmer)
- 2022 – Refren trochę jak Lana Del Rey (con Ka-Meal e Maszaitsme)
- 2022 – Przyszedłem tu... (con Błażej Król)
- 2023 – Na jedna karte (con Malik Montana)
- 2023 – Same zmartwienia (con Kuban e Favst)
- 2023 – Sniffing Gas (con Omega Sapien)
- 2023 – Głupie pomysły (con Gedz e @Atutowy)
- 2024 – Futurama 3 (Fanserwis)

#### Collaborazioni
- 2015 – Jebać vibe (Guzior feat. Quebonafide)
- 2021 – Papuga (Mata feat. Quebonafide & Malik Montana)

### Taconafide
- 2018 – Soma 0,5 mg